# Concerti per organo e orchestra op. 7
(Johann Mattheson, Der vollkommene Capellmeister, 1739)

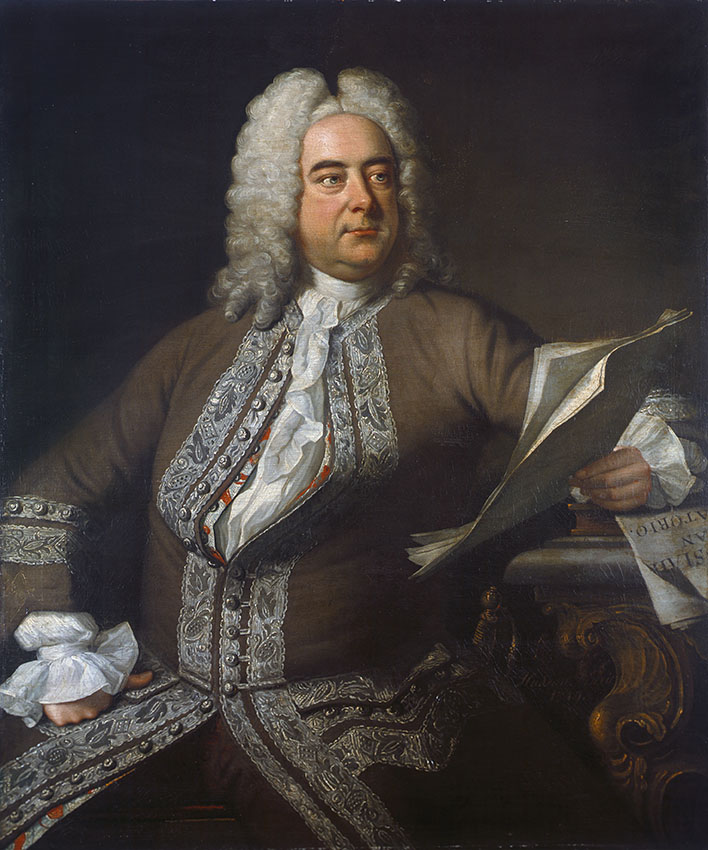
Georg Friedrich Händel.

Con l'espressione concerti per organo e orchestra op. 7 HWV 306-311 ci si riferisce a una raccolta di sei composizioni di Georg Friedrich Händel, scritte a Londra fra il 1740 e il 1751 e pubblicate postume nel 1761 dall'editore John Walsh. I concerti vennero composti come interludio durante la rappresentazione degli oratori.

## Struttura
I sei concerti per organo e orchestra vennero pubblicati da John Walsh nel 1761, dopo la morte di Händel, come opus 7 del defunto compositore. Scritti per rendere piacevole l'attesa durante gli intervalli degli oratori, Händel utilizzò l'organo, strumento fino ad allora relegato al mero servizio liturgico, per fargli assumere un carattere nuovo, più mondano e brillante. A differenza dei concerti per organo dell'opus 4, composti probabilmente per essere eseguiti su organi di piccole dimensioni, alcuni concerti dell'opus 7 necessitano di strumenti più grandi.
| HWV | Numero       | Tonalità            | Data di composizione | Prima esecuzione       | Luogo                                | Anno di pubblicazione | Movimenti                                                                     | Note |
| --- | ------------ | ------------------- | -------------------- | ---------------------- | ------------------------------------ | --------------------- | ----------------------------------------------------------------------------- | --- |
| 306 | Op. 7 num. 1 | Si bemolle maggiore | 17 febbraio 1740     | 27 febbraio 1740       | Lincoln's Inn Fields Theatre, Londra | 1761                  | Andante - Andante - Largo, e piano - Bourrée                                  | Il primo movimento include una parte indipendente per la pedaliera.                                                                                  |
| 307 | Op. 7 num. 2 | La maggiore         | 5 febbraio 1743      | 18 febbraio 1743       | Royal Opera House, Londra            | 1761                  | Ouverture - A tempo ordinario - Organo ad libitum - Allegro                   | Eseguito per la prima volta come interludio dell'oratorio Sansone HWV 57.                                                                            |
| 308 | Op. 7 num. 3 | Si bemolle maggiore | 1º-4 gennaio 1751    | 1º marzo 1751          | Royal Opera House, Londra            | 1761                  | Allegro - Organo (adagio e fuga) ad libitum - Spiritoso - Minuetto - Minuetto | Esistono due versioni autografe del primo movimento. Si tratta dell'ultimo lavoro orchestrale di Händel.                                             |
| 309 | Op. 7 num. 4 | Re minore           | Forse 1744           | Forse 14 febbraio 1746 | ?                                    | 1761                  | Adagio - Allegro - Organo ad libitum - Allegro                                | Forse eseguito per la prima volta come interludio dell'oratorio The Occasional Oratorio HWV 62.                                                      |
| 310 | Op. 7 num. 5 | Sol minore          | 31 gennaio 1750      | 16 marzo 1750          | Royal Opera House, Londra            | 1761                  | Allegro ma non troppo, e staccato - Andante larghetto, e staccato - Gavotta   | Eseguito per la prima volta come interludio dell'oratorio Theodora HWV 68. La gavotta finale venne probabilmente aggiunta da John Christopher Smith. |
| 311 | Op. 7 num. 6 | Si bemolle maggiore | Forse 1748-1749      | 1749                   | ?                                    | 1761                  | Pomposo - Organo ad libitum - A tempo ordinario                               | Assemblato nella forma che conosciamo oggi da John Christopher Smith dopo la morte di Händel per la pubblicazione di Walsh.                          |

## Analisi

### HWV 306
La prima esecuzione avvenne su un organo a due manuali presso il Lincoln's Inn Fields Theatre di Londra. Questo concerto è l'unico della serie con una parte autonoma per la pedaliera. Si tratta di una composizione più grande e maestosa rispetto ai concerti d'organo dell'opus 4, composti probabilmente per essere eseguiti su organi di piccole dimensioni.
Il primo e il secondo movimento formano insieme una ciaccona, dove l'organo esegue una serie di variazioni. C'è un basso ispirato a quello della ciaccona anche nel successivo movimento, il largo, che viene seguito da una brillante bourrée. Il primo movimento, inoltre, contiene un arrangiamento della celeberrima passacaglia tratta dalla suite per clavicembalo HWV 432.

### HWV 307
Più lirico e più piccolo rispetto al precedente, questo concerto consta del terzo movimento non scritto, ma da improvvisare sul momento. Il quarto movimento è basato su La Coquette, tratta dalla sesta suite dei Componimenti musicali di Gottlieb Muffat.

### HWV 308
Composizione di grandi dimensioni, il primo movimento di questo concerto è basato sul celeberrimo Halleluja tratto dall'oratorio Messiah. Il secondo movimento, adagio e fuga, non è scritto, ma è da improvvisare sul momento.

### HWV 309
Il concerto inizia con un adagio ricco di passaggi alternati fra violoncello, fagotto e organo. Il secondo movimento è preso in prestito dalla Tafelmusik di Georg Philipp Telemann, mentre l'ultimo movimento deriva dal proprio concerto op. 3 num. 6. Il terzo movimento non è scritto, ma è da improvvisare sul momento.

### HWV 310
Nel primo movimento, vigorosi passaggi del tutti all'unisono si alternano con complessi passaggi cromatici per l'organo solista. Un adagio da improvvisare porta al successivo larghetto, con una serie di variazioni sopra un basso ostinato. Concludono la composizione un minuetto e una gavotta, quest'ultima aggiunta da John Christopher Smith. Il primo movimento contiene materiale tematico derivante dalla triosonata op. 2 num. 1 e num. 8. La gavotta è un arrangiamento dal concerto per organo e orchestra op. 4 num. 3.

### HWV 311
Questo concerto, con richiami vivaldiani nello stile, consta di tre movimenti, con il secondo non scritto, ma da improvvisare sul momento. Il terzo movimento contiene una sezione da improvvisare.

## Parti da improvvisare
Benché una versione completa dei concerti per organo e orchestra op. 4 venne pubblicata nel 1738, molti dei concerti della postuma op. 7 includono movimenti mancanti, che l'esecutore, dando prova di notevole maestria, deve improvvisare sul momento. Nel caso del concerto HWV 306, Händel incluse un arrangiamento della famosa passacaglia tratta dalla suite per clavicembalo HWV 432. Lo spartito del concerto per organo indica che la passacaglia debba essere in gran parte eseguita, ma a un certo punto appare l'annotazione ad libitum (latino: a piacere), lasciando all'esecutore la possibilità di continuarla o meno.